# Dasyatis fluviorum
Dasyatis fluviorum е вид хрущялна риба от семейство Dasyatidae. Видът е уязвим и сериозно застрашен от изчезване.

## Разпространение и местообитание
Разпространен е в Австралия (Куинсланд, Нов Южен Уелс и Северна територия), Индонезия и Папуа Нова Гвинея.
Обитава крайбрежията и пясъчните дъна на сладководни и полусолени басейни, морета, заливи и реки в райони с тропически и субтропичен климат. Среща се на дълбочина около 409 m, при температура на водата около 14,4 °C и соленост 35,2 ‰.

## Описание
На дължина достигат до 1,3 m, а теглото им е максимум 6120 g.
Популацията на вида е намаляваща.